# Kahrīzak
Kahrīzak (persiska: كهريزك, كَهريزَكِ غار) är en ort i Iran.   Den ligger i provinsen Teheran, i den centrala delen av landet, 20 km söder om huvudstaden Teheran. Kahrīzak ligger 1 004 meter över havet och antalet invånare är 8 704.
Terrängen runt Kahrīzak är platt.Runt Kahrīzak är det tätbefolkat, med 383 invånare per kvadratkilometer. Närmaste större samhälle är Eslāmshahr, 12,4 km väster om Kahrīzak. Trakten runt Kahrīzak består i huvudsak av gräsmarker.